# Parafia św. Józefa Robotnika w Kraśniku
Parafia Świętego Józefa Robotnika w Kraśniku – parafia rzymskokatolicka w Kraśniku, należąca do archidiecezji lubelskiej i dekanatu Kraśnik. Została erygowana 27 stycznia 1982 roku na mocy dekretu abp. Bolesława Pylaka. 
Kościół parafialny wzniesiono w latach 1979–1986. Świątynia została konsekrowana 1 maja 2023 roku przez abp. metropolitę lubelskiego Stanisława Budzika.

## Proboszczowie
- ks. prał. Jan Strep (1982–2006)
- ks. kan. Janusz Marian Stefanek (2006–2025)
- ks. Marek Gątarz (od 2025)

## Zasięg parafii
- Kraśnik – ulice: Aleja Młodości, Aleja Niepodległości, Chłodna część, Hieronima Dekutowskiego „Zapory”, Hermanna Gmeinera, Graniczna, Kardynała Stefana Wyszyńskiego, Jana Kasprowicza, Klonowa, Ignacego Krasickiego, Zygmunta Krasińskiego, Krótka, księdza Jerzego Popiełuszki, księdza Stanisława Zielińskiego, Eugeniusza Kwiatkowskiego, Łożyskowa, Jana Matejki, Adama Mickiewicza, Stanisława Moniuszki, Elizy Orzeszkowej, Pogodna, Północna, Racławicka, generała broni Władysława Sikorskiego, Sportowa, Jana Styki, Juliana Tuwima, Tadeusza Zawadzkiego „Zośki”, Żwirki i Wigury.
- Wyżnianka-Kolonia, Wyżnianka, Wyżnica[1].